# Пеннсборо (Західна Вірджинія)
Пеннсборо (англ. Pennsboro) — місто (англ. city) в США, в окрузі Рітчі штату Західна Вірджинія. Населення — 1054 особи (2020).

## Географія
Пеннсборо розташоване за координатами 39°17′4″ пн. ш. 80°57′57″ зх. д. / 39.28444° пн. ш. 80.96583° зх. д. (39.284541, -80.965737).  За даними Бюро перепису населення США в 2010 році місто мало площу 7,06 км², з яких 7,00 км² — суходіл та 0,06 км² — водойми.

## Демографія
Згідно з переписом 2010 року, у місті мешкала 1171 особа в 522 домогосподарствах у складі 312 родин. Густота населення становила 166 осіб/км².  Було 590 помешкань (84/км²).
Расовий склад населення:
| - 97,9 % — білих - 0,5 % — корінних американців - 0,3 % — чорних або афроамериканців - 0,1 % — азіатів |

До двох чи більше рас належало 0,9 %. Частка іспаномовних становила 1,0 % від усіх жителів.
За віковим діапазоном населення розподілялося таким чином: 21,7 % — особи молодші 18 років, 61,4 % — особи у віці 18—64 років, 16,9 % — особи у віці 65 років та старші. Медіана віку мешканця становила 41,7 року. На 100 осіб жіночої статі у місті припадало 88,3 чоловіків;  на 100 жінок у віці від 18 років та старших — 86,4 чоловіків також старших 18 років.
Середній дохід на одне домашнє господарство  становив 36 214 долари США (медіана — 29 038), а середній дохід на одну сім'ю — 43 616 доларів (медіана — 40 972). Медіана доходів становила 28 250 доларів для чоловіків та 26 167 доларів для жінок. За межею бідності перебувало 32,8 % осіб, у тому числі 47,1 % дітей у віці до 18 років та 26,1 % осіб у віці 65 років та старших.
Цивільне працевлаштоване населення становило 447 осіб. Основні галузі зайнятості: освіта, охорона здоров'я та соціальна допомога — 18,1 %, роздрібна торгівля — 17,9 %, виробництво — 15,4 %.